# 蒙福尔特德莱莫斯
蒙福尔特德莱莫斯，是西班牙加利西亚自治区卢戈省的一个市镇。 总面积200平方公里，总人口19091人（2001年），人口密度95人/平方公里。